# Yury Postrigay
Yury Postrigay (em russo:  Юрий Викторович Постригай; Ecaterimburgo, 31 de agosto de 1988) é um velocista russo na modalidade de canoagem.
Foi vencedor da medalha de ouro em K-2 200 m em Londres 2012 com o seu colega de equipa Aleksandr Dyachenko.